# Calgary
Calgary è la città più grande della provincia canadese dell'Alberta. Sorge nel settore meridionale della provincia, in una regione in cui si alternano colline e altopiani a un'ottantina di chilometri a oriente delle Montagne Rocciose.
Terza città del Canada in termini di popolazione municipale, contava, secondo il censimento del 2021, più di 1 306 784 abitanti; considerandone invece l'agglomerato urbano, essa giunge a quota 1 481 806 abitanti, configurandosi così come la quinta area urbana del paese: è il polo principale del corridoio urbano dell'Alberta e intrattiene stretti legami con la capitale Edmonton; il sistema creato dalle due città e dalle rispettive aree metropolitane rappresenta l'apice di antropizzazione delle Praterie canadesi, costituendo la regione più popolata tra Toronto e Vancouver.
Gli elementi che rendono celebre questa città sono l'ecoturismo e gli sport invernali e nei dintorni sorge un gran numero di stazioni di villeggiatura. A conferma di tale vocazione la città fu la prima in Canada ad essere designata come sede dei giochi olimpici invernali, nella loro quindicesima edizione del 1988. Altra peculiarità di Calgary è la sua specializzazione nell'industria petrolifera, su cui si regge l'economia cittadina, non a caso la più prospera del paese. L'universo produttivo della città più ricca del Canada è completato da un settore agricolo particolarmente redditizio e dalla recente installazione di industrie d'alta tecnologia. Simbolo della città riconosciuto a livello internazionale è la Calgary Tower.

## Etimologia
Calgary prende il nome da Calgary sull'isola di Mull, in Scozia. A sua volta, il nome deriva da un composto di kald e gart, parole simili in norreno, che significano "freddo" e "giardino", probabilmente usate quando furono nominate dai Vichinghi che abitavano le Ebridi Interne. In alternativa, il nome potrebbe essere gaelico Cala ghearraidh, che significa "spiaggia del prato (pascolo)", o gaelico per "acqua corrente limpida" o "baia".
I popoli indigeni dell'Alberta meridionale si riferiscono all'area di Calgary come "gomito", in riferimento alla stretta ansa formata dal fiume Bow e dal fiume Elbow. In alcuni casi, l'area prendeva il nome dai canneti che crescevano lungo le sponde del fiume, canne che erano state utilizzate per modellare gli archi. Nella lingua dei Piedi Neri (Siksiká) l'area è conosciuta come Mohkínstsis akápiyoyis, che significa "gomito di molte case", riflettendo la sua forte presenza di coloni. La forma più breve del nome Blackfoot, Mohkínsstsisi, che significa semplicemente "gomito", è il popolare termine indigeno per l'area di Calgary.
Nella lingua Nakoda o Stoney, l'area è conosciuta come Wîchîspa Oyade o Wenchi Ispase, entrambi significano "gomito". Nella lingua Cree, l'area è conosciuta come otôskwanihk (ᐅᑑᐢᑿᓂᕽ) che significa "al gomito" o otôskwunee che significa "gomito". Nella lingua Tsuutʼina (Sarcee), l'area è conosciuta come Guts'ists'i (ortografia più antica, Kootsisáw) che significa "gomito". In lingua Kutenai, la città è chiamata 'aknuqtapȼik'. Nella lingua slava, l'area è conosciuta come Klincho-tinay-indihay che significa "città di molti cavalli", riferendosi alla calgary Stampede e all'eredità dei coloni della città.
Ci sono stati diversi tentativi di far rivivere i nomi indigeni di Calgary. In risposta alla Commissione per la verità e la riconciliazione del Canada, le istituzioni post-secondarie locali hanno adottato "riconoscimenti ufficiali" del territorio indigeno utilizzando il nome Blackfoot della città, Mohkínstsis. Nel 2017, lo Stoney Nakoda ha inviato una richiesta al governo dell'Alberta, per rinominare Calgary come Wichispa Oyade che significa "città del gomito"; tuttavia, questo è stato contestato dal Piikani Blackfoot.

## Storia

### L'Ottocento, secolo dei pionieri
Prima della colonizzazione da parte degli europei, la regione faceva parte dei territori dei Piedi Neri, stanziati nelle praterie da undicimila anni e da poco riuniti nella cosiddetta Confederazione del popolo originale del Niitsítapi, spesso nota con il termine inglese di Blackfoot Confederation. Nel 1787 il cartografo David Thompson diede un contributo essenziale all'esplorazione della zona. L'inglese, primo europeo a compiere un sopralluogo in questa parte dell'Alberta, allacciò i primi contatti con le popolazioni facenti parte delle Prime nazioni, in particolare con la tribù dei Peigan. Il primo europeo a installarsi stabilmente nella regione fu invece il pioniere John Glenn, nel 1873. Due anni dopo vi venne edificato un avamposto della Polizia a cavallo del nordovest, progenitrice dell'attuale Royal Canadian Mounted Police.
Il distaccamento della polizia a cavallo aveva il compito di prevenire la penetrazione nelle pianure occidentali dei contrabbandieri di whisky provenienti dagli Stati Uniti. Originariamente battezzata Fort Brisebois, dal cognome dell'ufficiale di polizia a capo del contingente di stanza nella città, il suo nome venne cambiato in Fort Calgary nel 1876 in seguito alla rivelazione di affari loschi che vedevano coinvolto il poliziotto, della cui integrità morale l'opinione pubblica iniziò a dubitare. Il nome Calgary venne scelto dal colonnello James Mac Leod, che trasse ispirazione dalla resa in inglese del toponimo gaelico Cala Gherraidh. Questo si riferisce a una spiaggia di Mull, isola appartenente al gruppo delle Ebridi Interne, arcipelago della Scozia occidentale.
L'ascesa di Calgary al rango di centro urbano di una certa rilevanza si colloca in concomitanza con l'espansione verso occidente della Ferrovia canadese del Pacifico e con la costruzione della stazione ferroviaria cittadina su tale linea. L'acquisizione dello status di municipalità risale all'anno 1884, quando l'agglomerato iniziò a distinguersi come centro agricolo e commerciale di riferimento degli altopiani centroccidentali. Dieci anni più tardi, nel 1894, esso sarebbe stato il primo della vasta regione all'epoca indicata con la denominazione di Territori del Nordovest ad assumere il titolo di città. A fine secolo si diffuse l'attività dell'ippocoltura (ovvero l'allevamento dei cavalli), che comportò un consistente accumulo di ricchezze e l'avvio di uno sviluppo demografico sostenuto.

### Il Novecento, il miracolo dell'oro nero
La vera svolta per le sorti di Calgary giunse nel 1902, con la scoperta dei primi giacimenti petroliferi. Si avviò allora un processo di espansione industriale che si accelerò ulteriormente nel 1947, quando vennero rinvenute riserve particolarmente massicce. La seconda metà degli anni settanta rappresentò la fase del vero e proprio miracolo economico indotto dal vertiginoso innalzamento dei prezzi degli idrocarburi conseguente alla crisi energetica del 1973 e dalla accentuata domanda internazionale di greggio non arabo. La popolazione cittadina crebbe del 60% tra il 1971 e il 1988 e l'impetuoso incremento demografico non accennò ad arrestarsi nel ventennio successivo, tanto da raggiungere e superare la soglia del milione di abitanti. Il rapido sviluppo economico e demografico che ebbe luogo negli anni settanta ha lasciato un segno tangibile nella trasformazione urbanistica del distretto finanziario, dove sono stati costruiti molti grattacieli. Ad oggi, il profilo verticale di Calgary è uno dei più imponenti del America del Nord.

### Storia recente, dalla crisi degli anni ottanta alla ripresa
Una parziale battuta d'arresto nel processo di arricchimento della città si ebbe nel 1981, non casualmente anno in cui i prezzi del petrolio tornarono a calare. Il periodo più difficile per la città fu quello compreso tra la crisi congiunturale del 1983 e il 1988. Calgary dovette fare i conti con la tendenza recessiva globale, la flessione dei profitti del suo settore di punta, un tasso di disoccupazione senza precedenti e le inedite problematiche connesse al nuovo carattere metropolitano di un centro tradizionalmente provinciale. Un'occasione di riscossa le venne fornita dall'organizzazione dei XV Giochi olimpici invernali, che ne reclamizzò l'immagine e le permise di entrare nel novero delle città protagoniste della scena internazionale. Gli anni novanta, con la rimonta dei prezzi e l'abolizione del Programma per l'energia nazionale adottato da Pierre Trudeau – che secondo le parti interessate avrebbe penalizzato il settore petrolifero – costituirono un momento di prosperità e di nuove prospettive di crescita. Facendo tesoro della lezione impartita dalle difficoltà degli anni ottanta causate dall'iperdipendenza dal petrolio, la classe dirigente cittadina profuse il proprio impegno nella diversificazione produttiva, incentivando l'investimento in nuovi settori, dal turismo all'alta tecnologia.

### L'alluvione del 2013[1]
Nel mese di giugno del 2013 Calgary è stata colpita da una violenta inondazione che ha paralizzato il centro cittadino. I fiumi che bagnano la città, l'Elbow, il Bow e l'Highwood, sono esondati anche più di 10 metri in alcuni tratti, coprendo una vasta zona. Circa 100 000 persone sono state costrette a lasciare i luoghi colpiti. Le piene dei fiumi hanno mandato in tilt i trasporti pubblici e le attività economiche e sociali (scuole e uffici chiusi per diversi giorni), la maggior parte dei ponti che attraversano i corsi d'acqua sono stati chiusi al traffico. In tutta l'Alberta le esondazioni hanno interessato una superficie di circa 150000 km².

## Geografia fisica
Calgary è posta su un altipiano a 1000 m s.l.m., circa 200 km ad est delle Montagne Rocciose. Il clima è continentale (secondo la classificazione dei climi di Köppen è nella fascia Dwb), con inverni freddi e moderatamente asciutti, ed estati calde e soleggiate. In inverno la temperatura media è sotto lo zero da novembre a marzo, con estremi che superano i −30 °C. Sono tuttavia possibili dei periodi più miti con temperature sopra lo zero per diversi giorni (per l'azione del vento chinook, paragonabile al favonio). Le prime nevicate giungono solitamente ad ottobre, le più intense verso febbraio-marzo, mentre le ultime si verificano ad aprile (anche se non sono rare precipitazioni nevose anche a settembre e maggio).
Le estati sono calde e caratterizzate da lunghi periodi di sereno interrotti da brevi rovesci a carattere temporalesco o grandinate, le temperature superano i 20 °C toccando punte di 30-32° in piena stagione. Al contrario le notti estive sono fresche (media di 8-10 °C) per via dell'altitudine. La bassa umidità (in media sotto il 50%) mitiga gli effetti delle temperature più estreme.

### Clima
Calgary sperimenta un clima continentale umido semi-monsonico (classificazione climatica Köppen Dwb) all'interno delle parti orientali della città e un clima subartico (classificazione climatica Köppen Dwc) all'interno delle parti occidentali della città a causa dell'aumento dell'altitudine. La città ha estati calde e inverni gelidi e secchi (ma come tutta l'Alberta estremamente variabili). Rientra nella zona di rusticità delle piante NRC 4a.Secondo Environment Canada, le temperature medie giornaliere a Calgary variano da 16,5 °C a luglio a -7,1 °C a gennaio.
Si effettua il pattinaggio su ghiaccio sul torrente ghiacciato a Bowness Park. Gli inverni a Calgary sono freddi e secchi, con temperature che scendono sotto i -20 °C.
La temperatura dell'aria può scendere a -20 °C o meno in media per 22 giorni all'anno e a -30 °C in media per 3,7 giorni all'anno; questi periodi freddi sono spesso interrotti da venti chinook caldi e secchi che soffiano nell'Alberta sulle montagne. Questi venti possono aumentare la temperatura invernale di 20 °C e eccezionalmente di 30 °C in poche ore, e possono durare diversi giorni. Inoltre, la vicinanza di Calgary alle Montagne Rocciose influisce sulle temperature invernali con un misto di minimi e massimi e tende a provocare un inverno mite per una città nelle province della prateria. Le temperature sono influenzate anche dal fattore wind chill; La velocità media del vento di Calgary è di 14,2 km/h (8,8 mph), una delle più alte delle città canadesi.
In estate, le temperature diurne variano da 10 a 25 °C e superano i 30 °C con una media di 5,1 giorni a giugno, luglio e agosto, e occasionalmente fino a settembre o dall'inizio di maggio, e in inverno scendono al di sotto dei -30 °C per 3,7 giorni all'anno. Come conseguenza dell'elevata altitudine e dell'aridità di Calgary, le serate estive tendono a rinfrescarsi, con temperature medie mensili inferiori a 10 °C durante i mesi estivi.
Calgary ha il numero di giorni soleggiati annui più alto fra tutte le 100 città più grandi del Canada, con poco più di 332 giorni di sole annui; Calgary ha in media 2.396 ore di sole all'anno, con un'umidità relativa media del 55% in inverno e 45% in estate.
L'aeroporto internazionale di Calgary, nella parte nord-orientale della città, riceve una media di 418,8 mm di precipitazioni all'anno, di cui 326,4 mm sotto forma di pioggia e 128,8 cm sotto forma di neve. La maggior parte delle precipitazioni si verifica a giugno e la maggior parte delle nevicate a marzo. Calgary ha anche registrato neve ogni mese dell'anno. Ha nevicato l'ultima volta a luglio il 15 luglio 1999.
I temporali possono essere frequenti e talvolta violenti, e la maggior parte di essi si verifica nei mesi estivi. Calgary si trova all'interno di Hailstorm Alley in Alberta ed è soggetta a grandinate dannose ogni pochi anni. Una grandinata che colpì Calgary il 7 settembre 1991 fu uno dei disastri naturali più distruttivi della storia canadese, con oltre 400 milioni di dollari di danni. Essendo Calgary situata ovest della "linea asciutta", i tornado sono rari nella regione.
La temperatura più alta mai registrata a Calgary è stata di 36,7 °C il 10 agosto 2018. La temperatura più bassa mai registrata è stata di -45,0 °C il 4 febbraio 1893.

## Infrastrutture e trasporti
La città è servita dall'Aeroporto Internazionale di Calgary.
Il trasporto cittadino è costituito da una metropolitana leggera (detta CTrain), che raggiunge quattro poli della città (Nord-ovest, Sud-est, Nord-est e Ovest). Dalle stazioni metropolitane si snoda una lunga rete di autobus che copre capillarmente la maggior parte dell'agglomerato urbano.

## Economia
L'economia di Calgary è per la maggior parte incentrata sull'industria petrolifera, anche se molto importante è anche il settore delle nuove tecnologie e il comparto agricolo, con particolare riferimento al commercio di carne bovina. Considerando il reddito pro capite, Calgary è la città più ricca del Canada e l'Alberta è la più ricca regione del paese.

## Arte e cultura
Il sistema bibliotecario cittadino è molto frequentato e venne istituito grazie ad una donazione dell'industriale filantropo Andrew Carnegie.
Vi è inoltre il polo interdisciplinare Arts Commons che comprende la Jack Singer Concert Hall, sede dell'orchestra filarmonica cittadina Calgary Philharmonic Orchestra; il Max Bell Theatre, stabile della compagnia teatrale Theatre Calgary; il Martha Cohen Theatre, sede dell'Alberta Theatre Projects; il Big Secret Theatre, che ospita il One Yellow Rabbit; il Motel Theatre; l'Engineered Air Theatre e il GAMA - Gallery of Alberta Media Art. Il Southern Alberta Jubilee Auditorium è una sala da concerti gemellata con il Northern Alberta Jubilee Auditorium di Edmonton.
Oltre alle compagnie teatrali è presente l'Alberta Ballet e la Calgary Opera.
Il più importante festival cittadino è Calgary Stampede, un'imponente festa all'aperto molto popolare e partecipata.
Durante l'anno si svolgono varie manifestazioni, tra cui il Calgary International Children's Festival; il festival artistico-culturale High Performance Rodeo; il Calgary International Film Festival; il Calgary Folk Fest e l'Alberta Dance Festival.
Il museo Glenbow Museum, istituito dal petroliere filantropo Eric Lafferty Harvie, che comprende una collezione di arte moderna e contemporanea nordamericana e include una galleria di arte Inuit e Prime Nazioni, costituisce un importante polo culturale. La galleria d'arte Contemporary Calgary è specializzata in arte contemporanea e le Nickle Galleries sono spazi espositivi all'interno dell'Università di Calgary.
Il luogo di fondazione della città, Fort Calgary, è sito storico di interesse nazionale.
Importante attrazione cittadina è il parco tematico Heritage Park Historical Village, un ampio museo di storia vivente in cui sono riprodotte le attività e la vita di pionieri e nativi e teatralizzati eventi storici rilevanti. La Stephen Avenue è una strada dichiarata di interesse storico con vari edifici dichiarati di interesse storico.

## Calgary e le Prime Nazioni
Le Prime Nazioni (First Nations in inglese) sono presenti nell'area cittadina da molti secoli e Calgary è adiacente a diverse riserve a seguito della firma del Treaty 7. La città ha appena iniziato un processo di riconciliazione e comprensione delle Prime Nazioni nella loro regione. Il Treaty 7 nazioni includono Bearspaw First Nation (Stoney First Nation/Nakoda), Chiniki First Nation (Stoney First Nation/Nakoda), Blood Tribe (Kainai Nation) (Blackfoot), Piikani Nation (Blackfoot), Siksika Nation (Blackfoot), Tsuu T'ina Nation (Sarcee), e Wesley First Nation (Stoney First Nation/Nakoda).

## Università
A Calgary si trovano tre grandi istituti di istruzione post-secondaria: l'Università di Calgary, l'Istituto di Tecnologia del Sud Alberta e il Mount Royal University. Nel 2009 divenne una università (era in precedenza Mount Royal College).

## Sport
In occasione dell'organizzazione di XV Giochi olimpici invernali furono costruiti numerosi impianti, a Calgary o in località limitrofe. In città si trovano il palazzetto dell'hockey su ghiaccio (Olympic Saddledome, in seguito ridenominato Scotiabank Saddledome), quello del pattinaggio su ghiaccio (Olympic Oval), il Parco olimpico del Canada con i trampolini dell'Alberta Ski Jump Area e la pista di bob, slittino e skeleton e lo stadio che ha ospitato le cerimonie d'apertura e di chiusura (McMahon Stadium). Nella stazione sciistica di Nakiska, a 83 km da Calgary, si disputarono le gare di sci alpino e freestyle; a 81 km, in quella di Canmore (Canmore Nordic Centre), gran parte del programma di sci nordico.
- Cavalry Football Club in Canadian premier League.

## Amministrazione

### Gemellaggi
Calgary è gemellata con:
- Phoenix, dal 1997
- Québec
- Jaipur
- Naucalpan
- Daqing
- Daejeon
- Roma (accordo internazionale)

## Galleria d'immagini

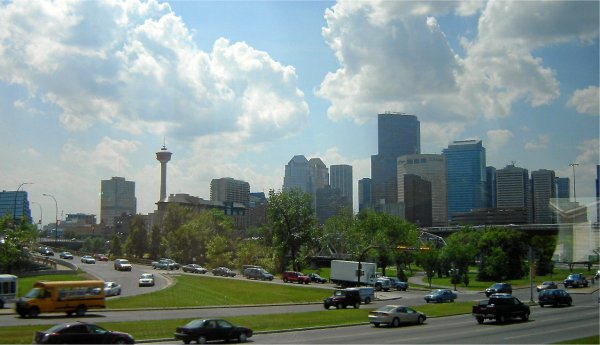
Downtown
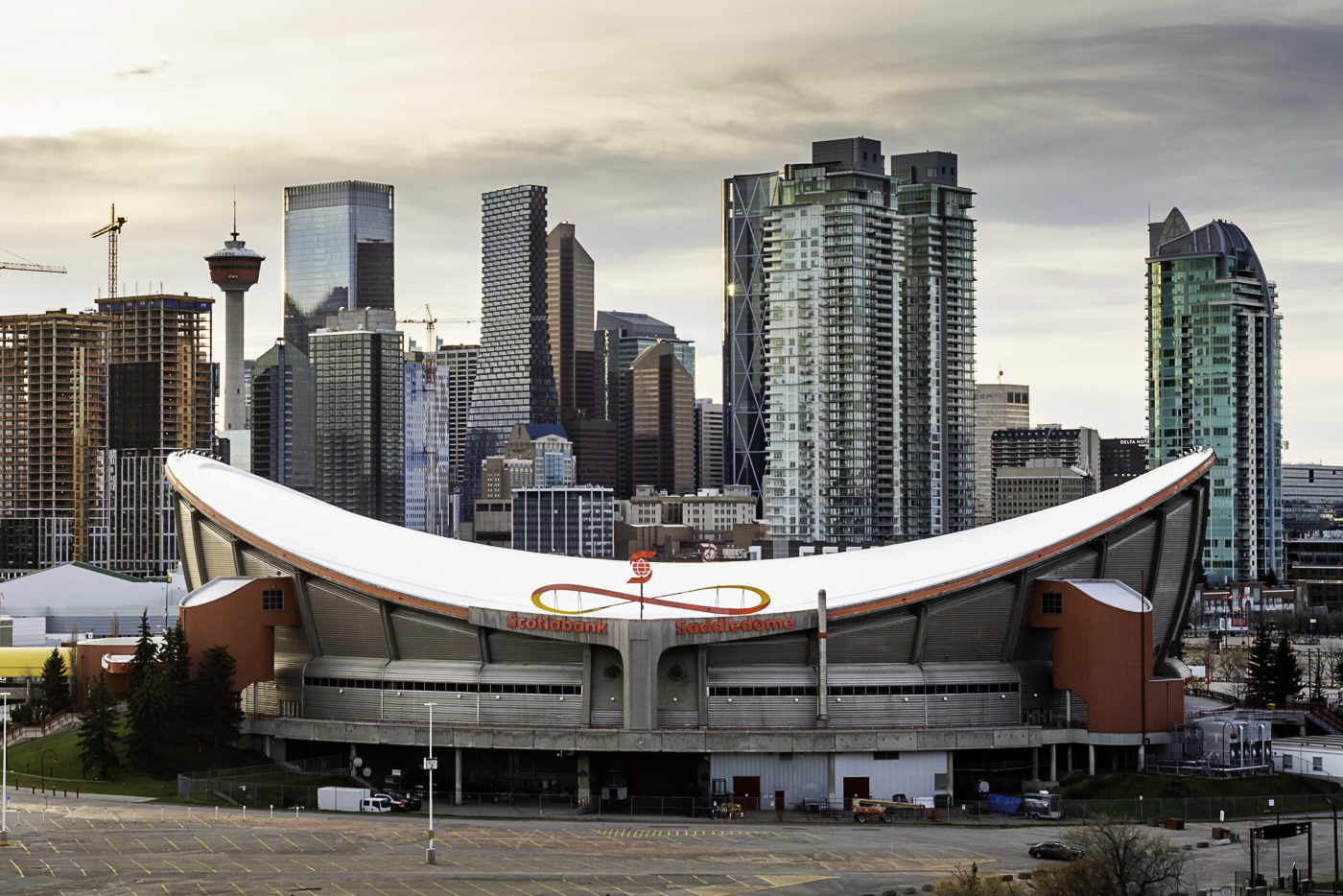
Saddle Dome
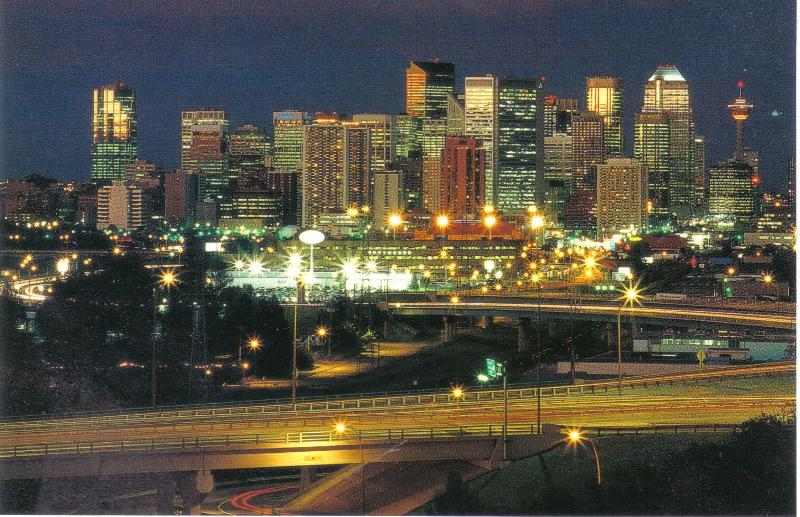
Panorama del centro cittadino in notturna
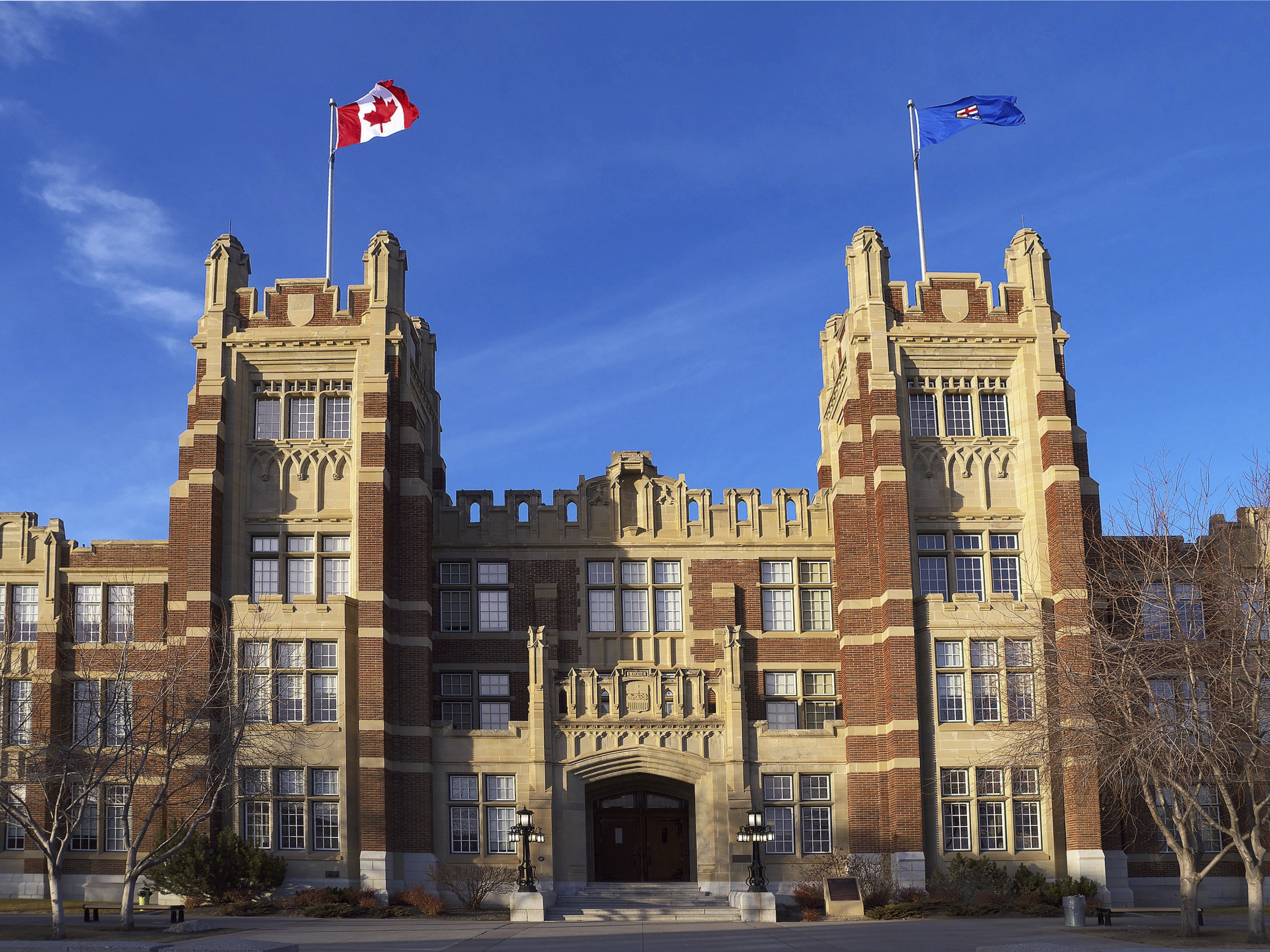
Sait heritage hall